# 帕特里克·贝文
帕特里克·贝文（英語：Patrick Bevin，1991年2月15日—），新西兰男子自行车运动员，2014年环塔斯马尼亚自行车赛总冠军得主、2018年世界公路自行车锦标赛男子团体计时赛铜牌得主、2022年环土耳其自行车赛总冠军得主。